# آني فوكس
آني فوكس (بالإنجليزية: Annie Fox)‏ هي كاتِبة وكاتبة للأطفال أمريكية، ولدت في 1950.